# Гансгорен

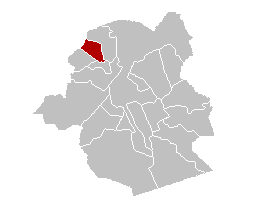
Гансгорен на карті Брюссельського столичного регіону.

Гансгорен (нід. Ganshoren МФА: [ˈʝɑnsˌ(ɦ)oːrə(n)] вимоваⓘ, фр. Ganshoren МФА: [ɡɑ̃soˈʁen]) — одна з 19 комун Брюссельського столичного регіону. Займає площу 2,46 км ². Населення комуни становить 23059 осіб (2011 рік).

## Історія
Перша згадка про Гансгорен відноситься до 1112 року. 1659 року комуна разом з іншими селами, серед яких було і Жет, стала частиною маєтностей одного дворянина. Під час залежності Бельгії від Франції Гансгорен було приєднано до села Жет, однак за законом від 31 березня 1841 року комуна стала знову окремим населеним пунктом. Тоді тут проживало близько 900 мешканців. До 1925 року Гансгорен залишався селом, однак приблизно з цього часу почалася його урбанізація, з часом воно стало частиною брюссельської агломерації.

## Населення
| Рік       | 1841 | 1846 | 1856 | 1866 | 1876 | 1880 | 1890 |
| --------- | ---- | ---- | ---- | ---- | ---- | ---- | ---- |
| Населення | ~900 | 1015 | 1040 | 1119 | 1430 | 1584 | 2098 |

| Рік       | 1900 | 1910 | 1920 | 1930 | 1947 | 1961   | 1970   | 1977   | 1980   | 1985   | 1990   | 1995   |
| --------- | ---- | ---- | ---- | ---- | ---- | ------ | ------ | ------ | ------ | ------ | ------ | ------ |
| Населення | 2872 | 4191 | 4451 | 5527 | 9092 | 15.346 | 21.147 | 22.353 | 21.593 | 21.059 | 20.581 | 20.003 |

| Рік | 2000  | 2004  | 2005  | 2006  | 2007  | 2008  | 2009  | 2010  | 2011  |
| --- | ----- | ----- | ----- | ----- | ----- | ----- | ----- | ----- | ----- |
| Населення | 19757 | 20492 | 20609 | 20970 | 21395 | 21743 | 22160 | 22589 | 23059 |
| Джерело: Населення Бельгії у 1990–2011 роках. на сайті Головної дирекції статистики і економічної інформації уряду Бельгії. |       |       |       |       |       |       |       |       |       |

| Країна походження | Населення |
| ----------------- | --------- |
| Бельгія           | 17955     |
| Марокко           | 257       |
| Франція           | 395       |
| Італія            | 346       |
| Іспанія           | 275       |
| Португалія        | 88        |
| Туреччина         | 33        |
| Інші              | 750       |
| Разом             | 20099     |

| Країна походження | Населення |
| ----------------- | --------- |
| Бельгія           | 18622     |
| Марокко           | 392       |
| Франція           | 430       |
| Італія            | 358       |
| Іспанія           | 280       |
| Португалія        | 138       |
| Туреччина         | -         |
| Польща            | 257       |
| Конго             | 138       |
| Румунія           | 121       |
| Нідерланди        | 85        |
| Разом             | 20821     |